# Déclaration universelle des droits de la Terre-Mère
La Déclaration universelle des droits de la Terre-Mère a été formulée à la Conférence mondiale des peuples contre le changement climatique. Ses promoteurs demandent qu'elle soit adoptée par l’Assemblée générale des nations unies. Elle se base sur les dangers et les causes du changement climatique, la nécessité de respecter les équilibres des écosystèmes et la création de droits qui en résulte. Elle a été établie à l'initiative des peuples amérindiens et se réfère à la Pachamama dans leur cosmologie.

## Contenu de la déclaration

### La dégradation de la Terre-Mère
Les dégradations de la Terre-Mère mettent en danger les écosystèmes, les cycles écologiques et la pérennité d’espèces. L’exploitation abusive de la Terre-Mère et les pollutions, inhérentes au système capitaliste, entraînent des changements climatiques qui menacent la vie.

### L’intégrité de la Terre-Mère
La Terre-Mère est une communauté indivisible et autorégulée de tous les êtres qui la composent. Ceux-ci doivent donc être protégés sans distinction fondée sur leur utilité pour les êtres humains. Cette protection nécessite de leur conférer des droits.

### Droits et devoirs
La recherche du bien-être humain ne doit pas nuire au bien-être de la Terre-Mère, actuel ou futur. Les États et les institutions publiques et privées ont le devoir de mettre en application ces principes. Les pratiques respectueuses de la Terre-Mère, issues de cultures, traditions et coutumes qui reconnaissent ces droits, doivent être encouragées.